# Richard Hutchison
Pour les articles homonymes, voir Hutchison.
Richard Hutchison (1812 - 1891) est un marchand de bois et un homme politique canadien du Nouveau-Brunswick.

## Biographie
Richard Hutchison naît le 20 janvier 1812 dans le Renfrewshire, en Écosse et s'établit au Nouveau-Brunswick en 1826. Il est élu député fédéral libéral de la circonscription de Northumberland lors d'une élection partielle le 24 décembre 1868, à la suite du décès de John Mercer Johnson. Il meurt le 27 septembre 1891.